# Södra stadshuset
Södra Stadshuset är en byggnad vid Ryssgården i stadsdelen Södermalm i Stockholm, som uppfördes under 1660-talet efter ritningar av Nicodemus Tessin d.ä. och sedan 1937 inrymmer Stadsmuseet i Stockholm.

## Historik

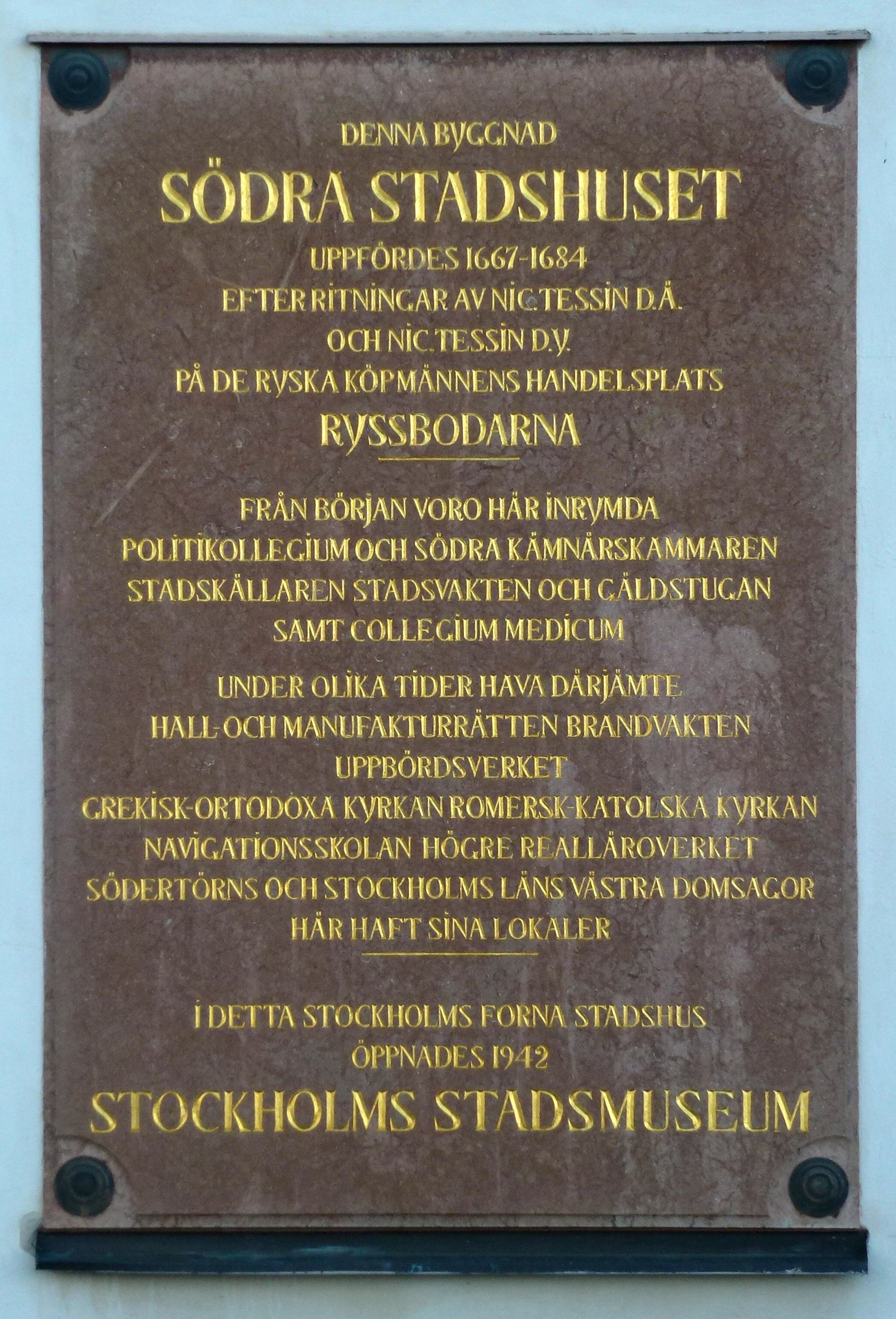

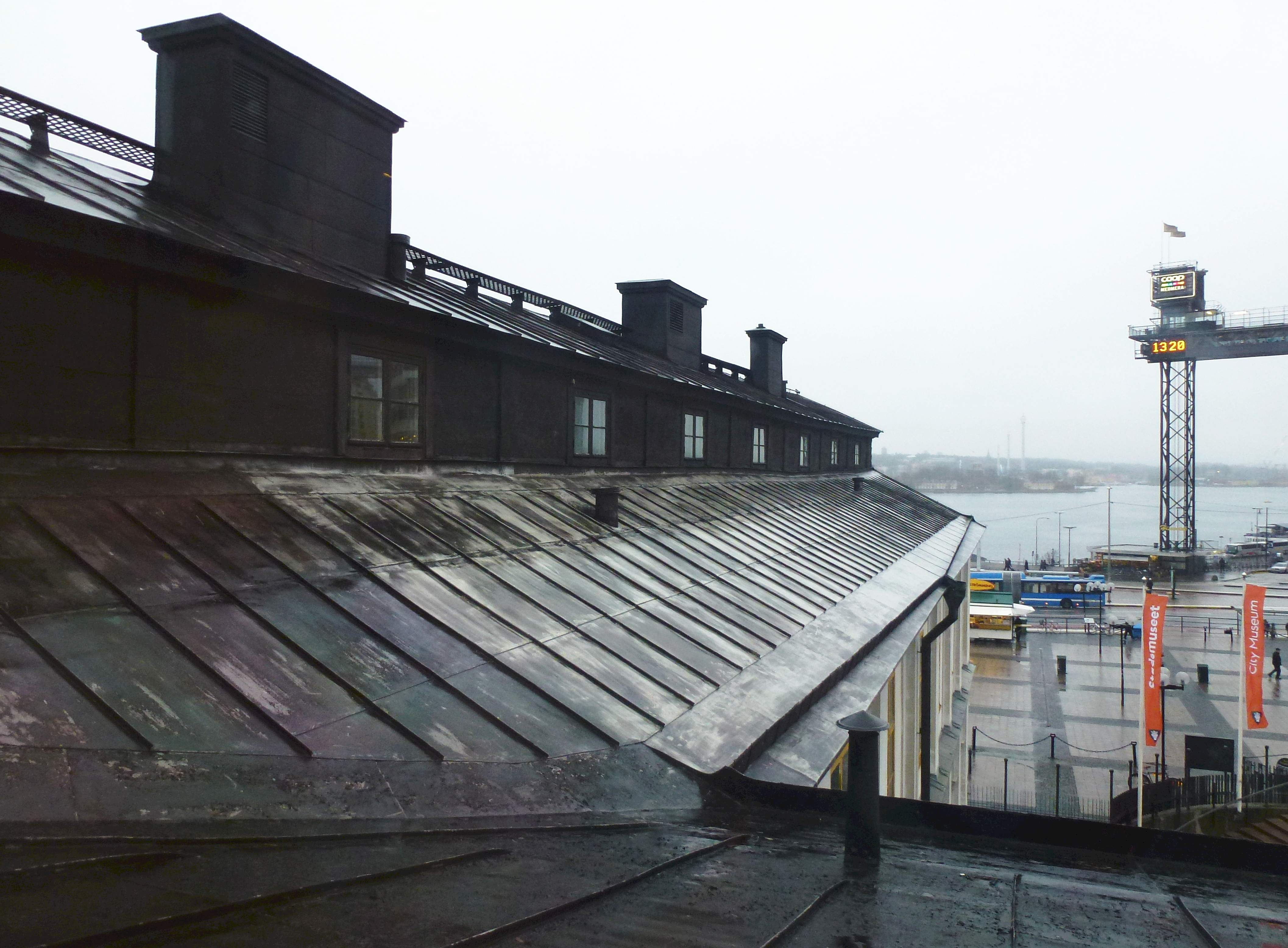
Vy över norra flygelns tak.

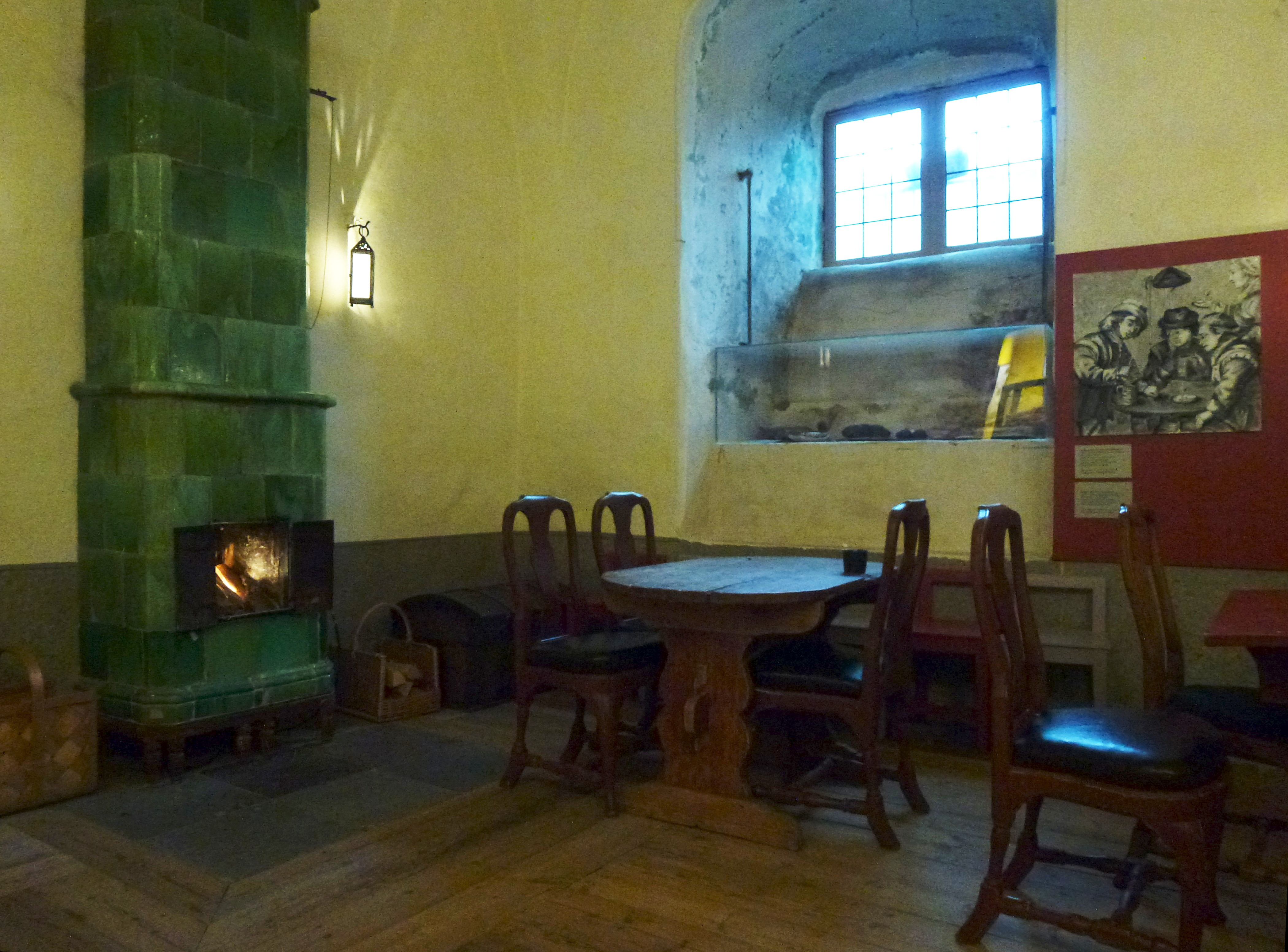
Rekonstruktion av Södra stadshuskällaren.

Byggnaden började uppföras 1663. Ritningarna utfördes av dåvarande stadsarkitekten i Stockholm, Nicodemus Tessin d.ä. Byggnaden är gestaltad i karolinsk stil. Fasaden mot gården bär drag av italiensk cortile med en arkad som numera är igenglasad/igenmurad. I och med att järnvägen och tunnelbanestationen vid Slussen täcktes av betongvalv höjdes markytan framför Södra stadshuset kraftigt, varför man nu måste gå nerför långa trappor för att nå gården mellan byggnadens flyglar och huvudingången.
Södra stadshuset var ämnat som generalfaktorikontor, ett huvudkontor för internationell handel, men redan 1669 var den perioden över och det benämns 1676 som Stadshusbyggnaden å Södermalm. 1680 utbröt en brand vid Ryssgården som även drabbade byggnaden. Under Tessin den yngres ledning renoverades huset och fick ett nytt utseende. Då inrättades bland annat en stor sal, den nuvarande Tessinsalen, högst upp i huset för Collegium medicum. I salen fanns en anatomisk teater för offentliga dissektioner av lik, där över 100 personer kunde närvara. År 1729 genomfördes den sista dissektionen, som bevittnades av den unge Carl von Linné under hans första stockholmsresa.
Under tiden hade Södra kämnärsrätten med sitt fruktade stadshäkte flyttat in. Här satt Georg Heinrich von Görtz, Karl XII:s förste minister 1716–1718. En del av detta häkte är numera Stadsmuseets Faktarum. Den populära Södra stadshuskällaren låg i byggnadens norra flygel och existerade mellan 1680 och 1849. Från omkring 1880 hade vinhandelsfirman Dahlheim & Engström sina lokaler för ”Viner & Spirituosa” i stadshuskällarens gamla utrymmen (hörnet Södermalmstorg/Götgatan). Fram till 1950-talet hade Sociala hjälpbyrån för psykiskt sjuka sin verksamhet i källarlokalerna. Då tog Stadsmuseet över och fick samtidigt många föremål som har med matlagning och förtäring att göra.
Ryssgården, som är museets adress, har att göra med det intima handelsutbyte Sverige hade från 1600-talet fram till början av 1800-talet och namnet är taget från den ursprungliga Ryssgården, som var ryssarnas handelskvarter och låg i slänten ner mot Stadsgården och Saltsjön.
Efter det att handeln med ryssarna upphört öppnades verkstäder och bodar i huset och ryssarnas gårdsmagasin övertogs av inhemska grosshandlare. Huset inrymde också en tid kommunal tvättinrättning och Stockholms realläroverk. Södra Teatern har också hyrt lokaler i byggnaden. Mellan 1748 och 1846 hade den ryska kyrkan i Stockholm sina gudstjänstlokaler i en före detta anatomisk teater i den norra delen av Södra stadshusets huvudbyggnad. Även den katolska kyrkan i Stockholm har haft en kyrkolokal i byggnaden; mellan 1784 och 1837 i den tidigare "frimurarsalen" i den norra flygeln.
Från 1920-talet användes byggnaden av Södertörns domsaga och Stockholms läns västra domsaga. År 1924 ville arkitekten bakom slussenombyggnaden, Tage William-Olsson, göra om byggnaden till lokalbanestation. Det var ett mycket nedslitet stadshus som 1937 efter en ombyggnad blev Stadsmuseet i Stockholm. Den första permanenta utställningen öppnades 1942.
Som kuriosa kan nämnas att en del 1700-talsklotter finns bevarat på en av huvudtrapphusets pelare.

## Nutida bilder

### Exteriör

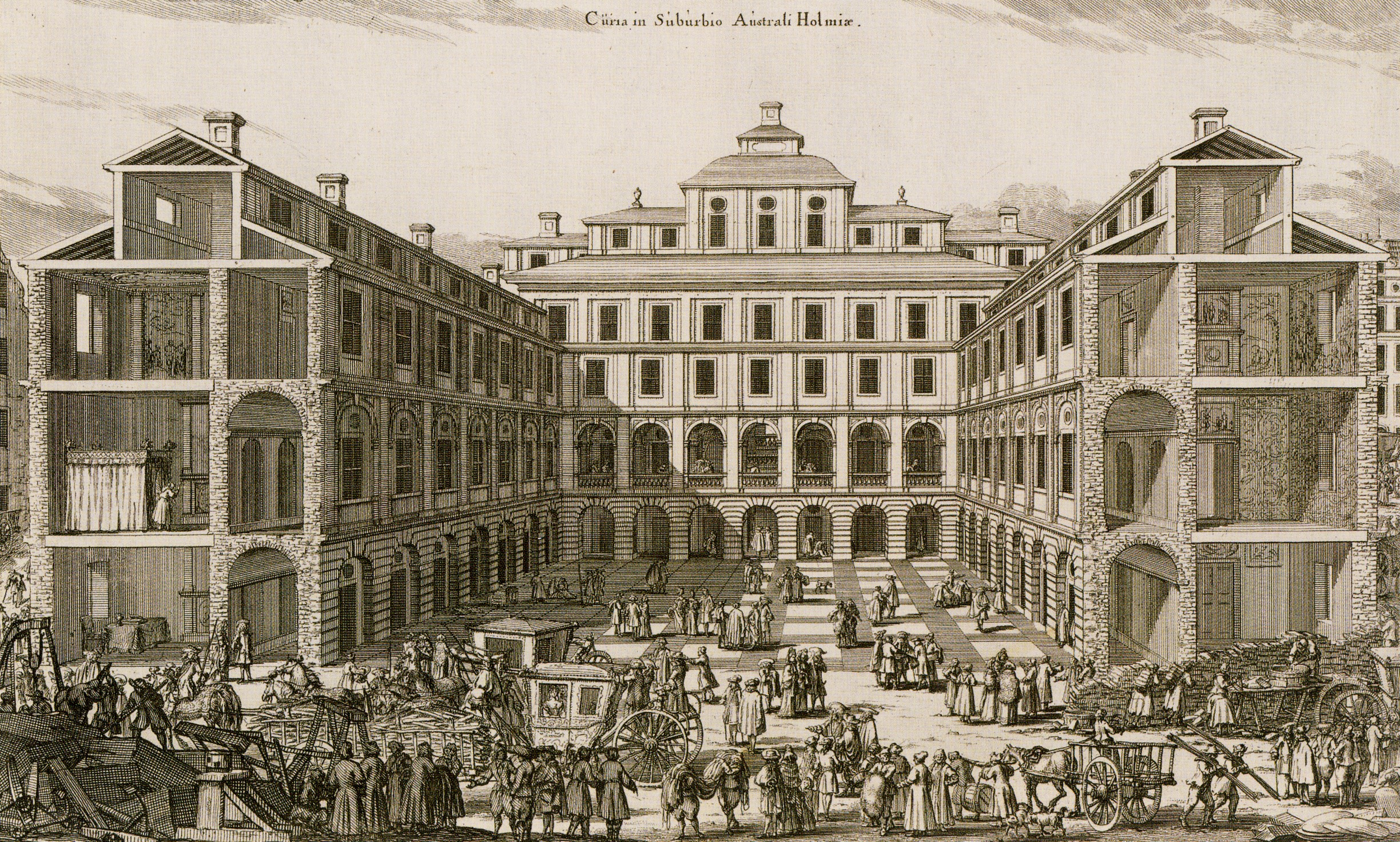
Södra stadshuset, numera Stadsmuseet i Stockholm, kopparstick från 1691 av Wilhelm Swidde, ur Suecia Antiqua et Hodierna.
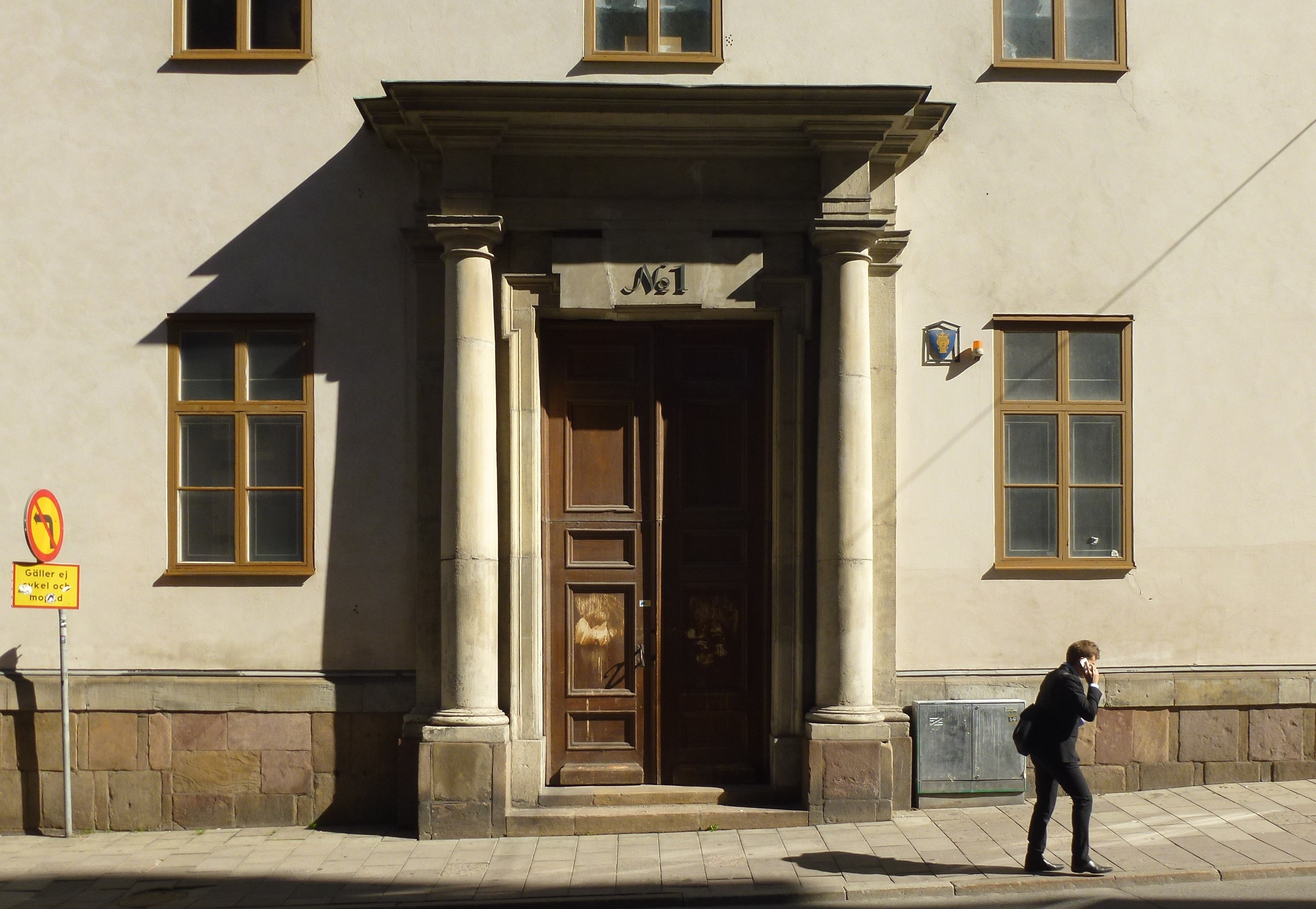
Byggnadens portal mot Götgatan
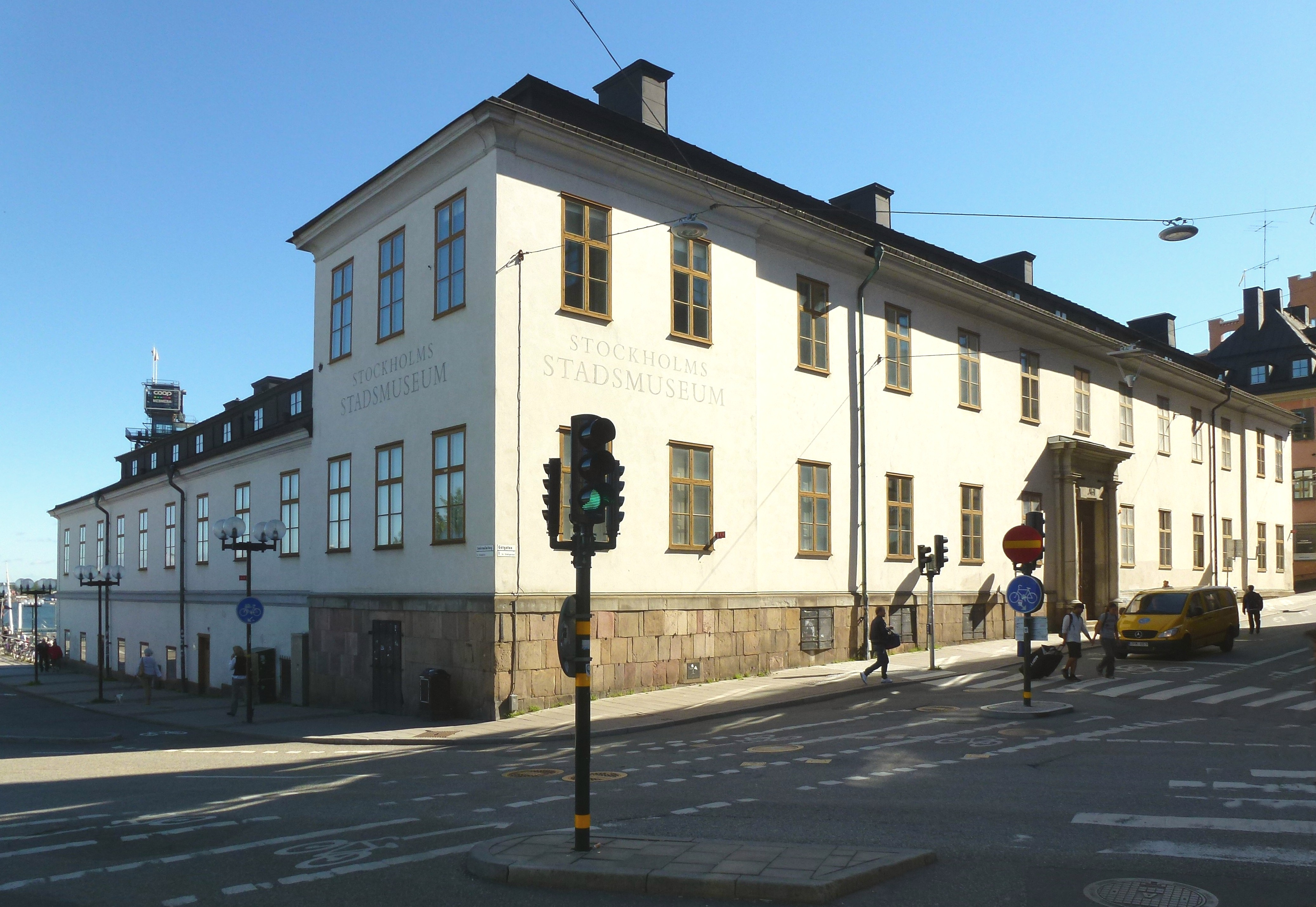
Byggnadens fasad mot nordväst (Götgatan)
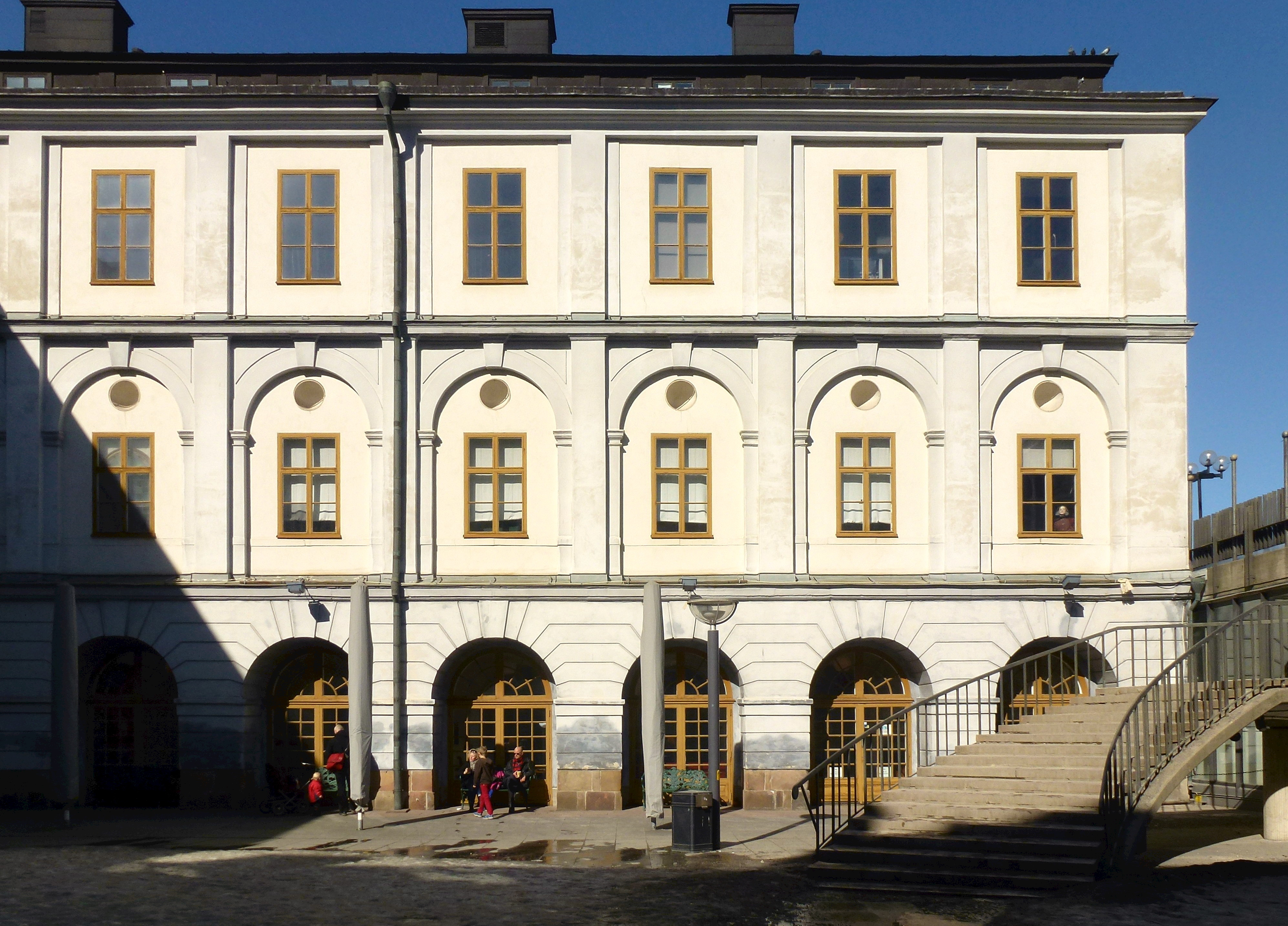
Norra flygeln, fasad mot syd

### Interiör

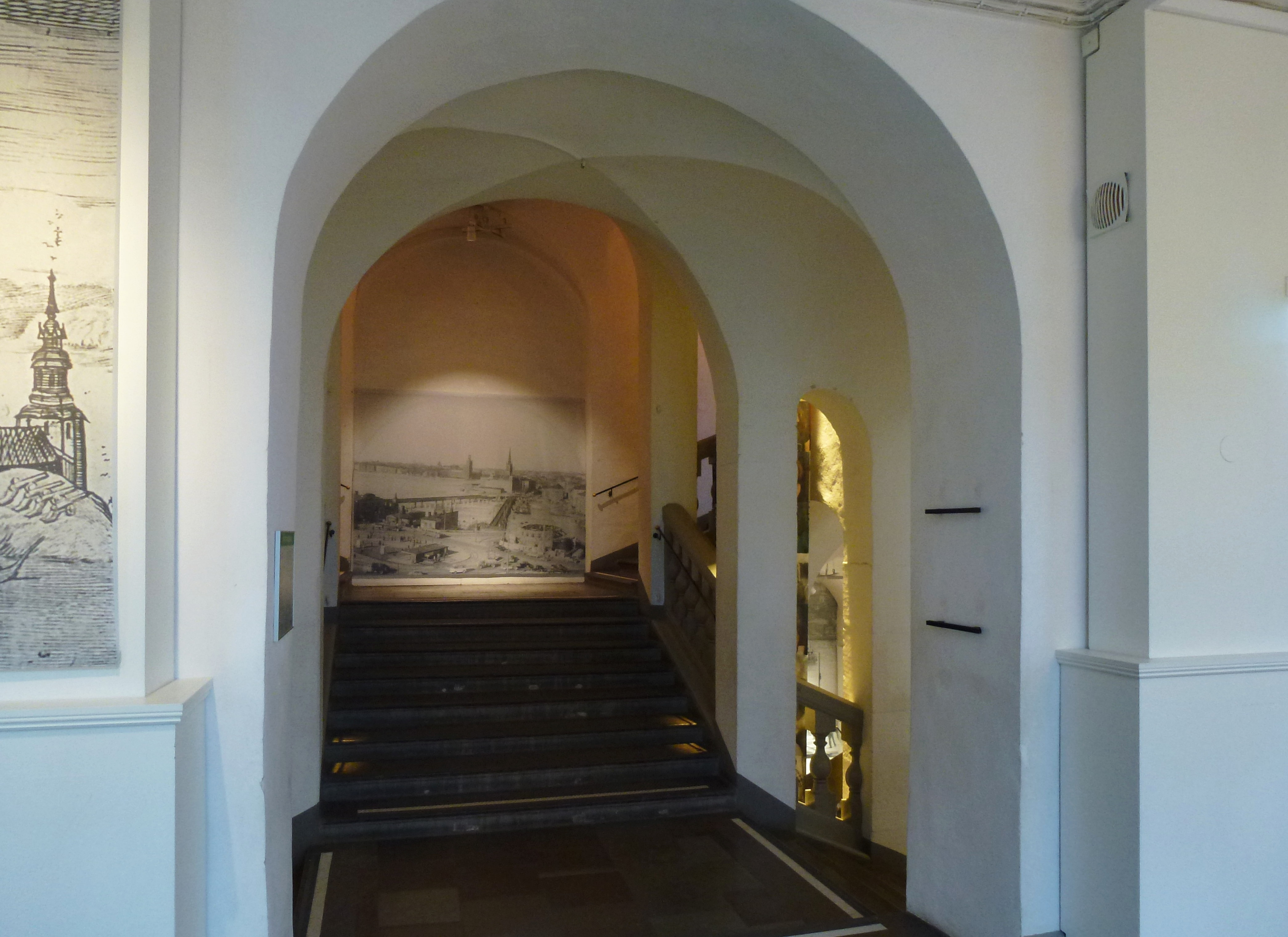
Huvudtrappa
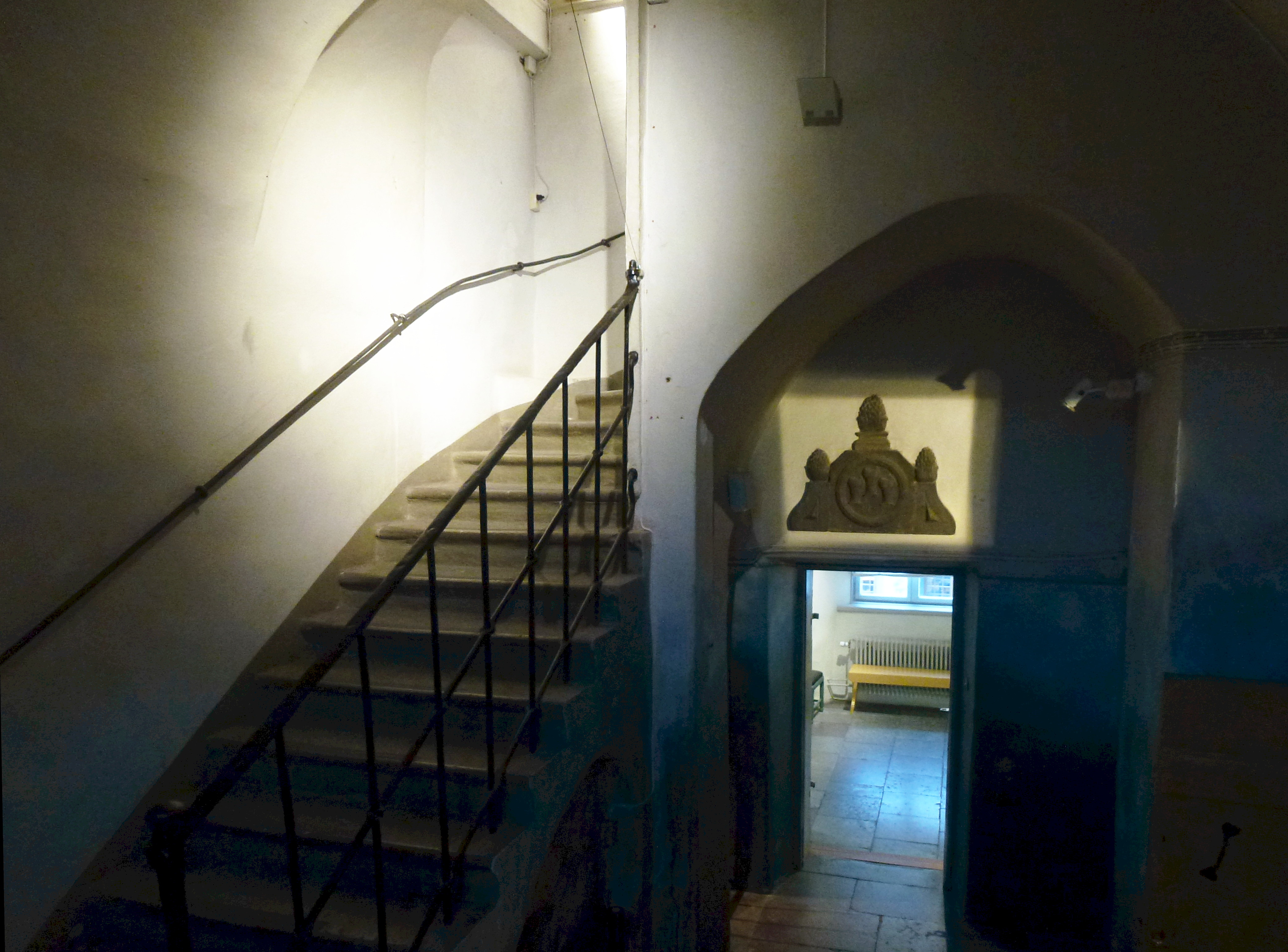
Sidotrappa
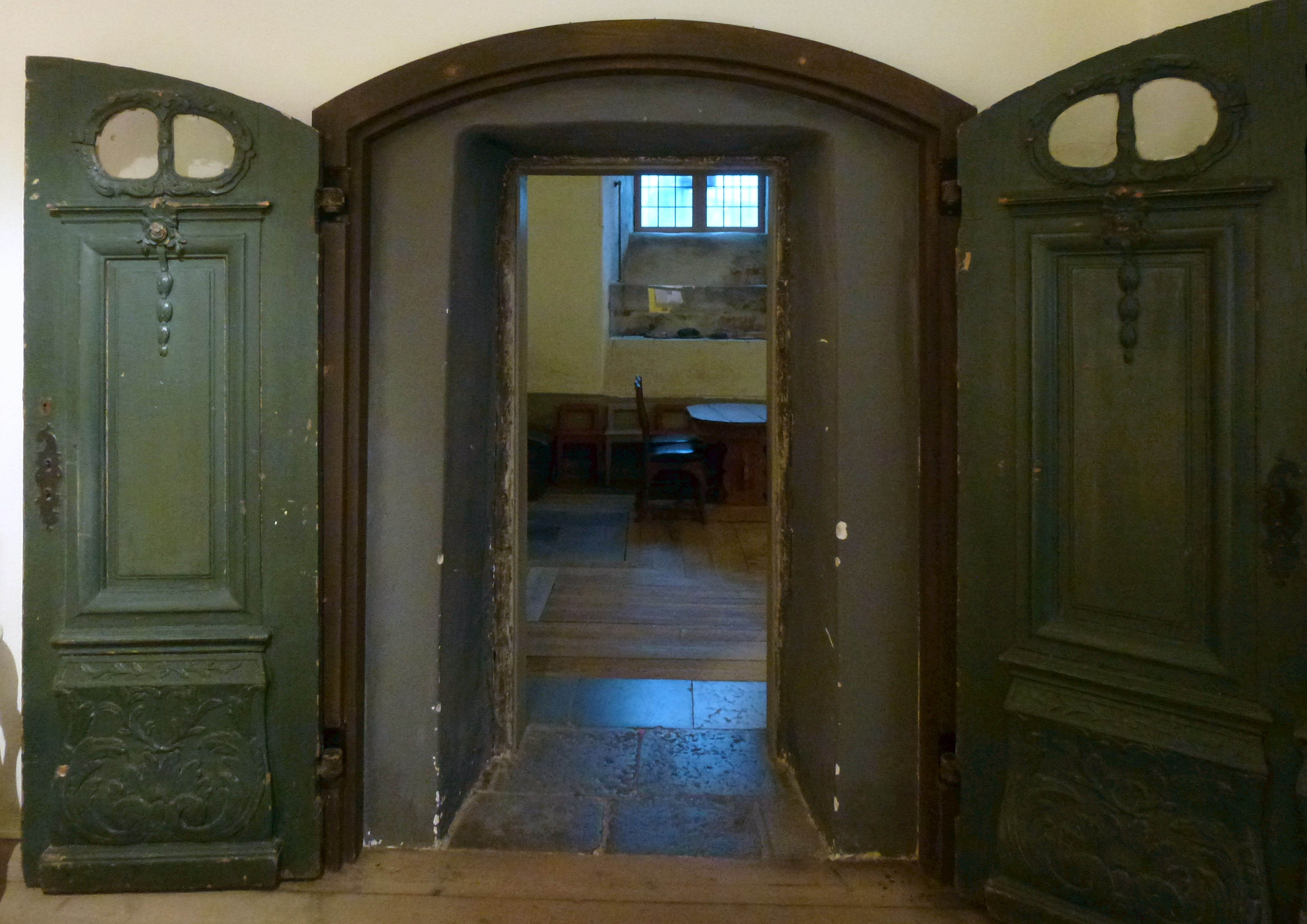
Port i källarvåningen
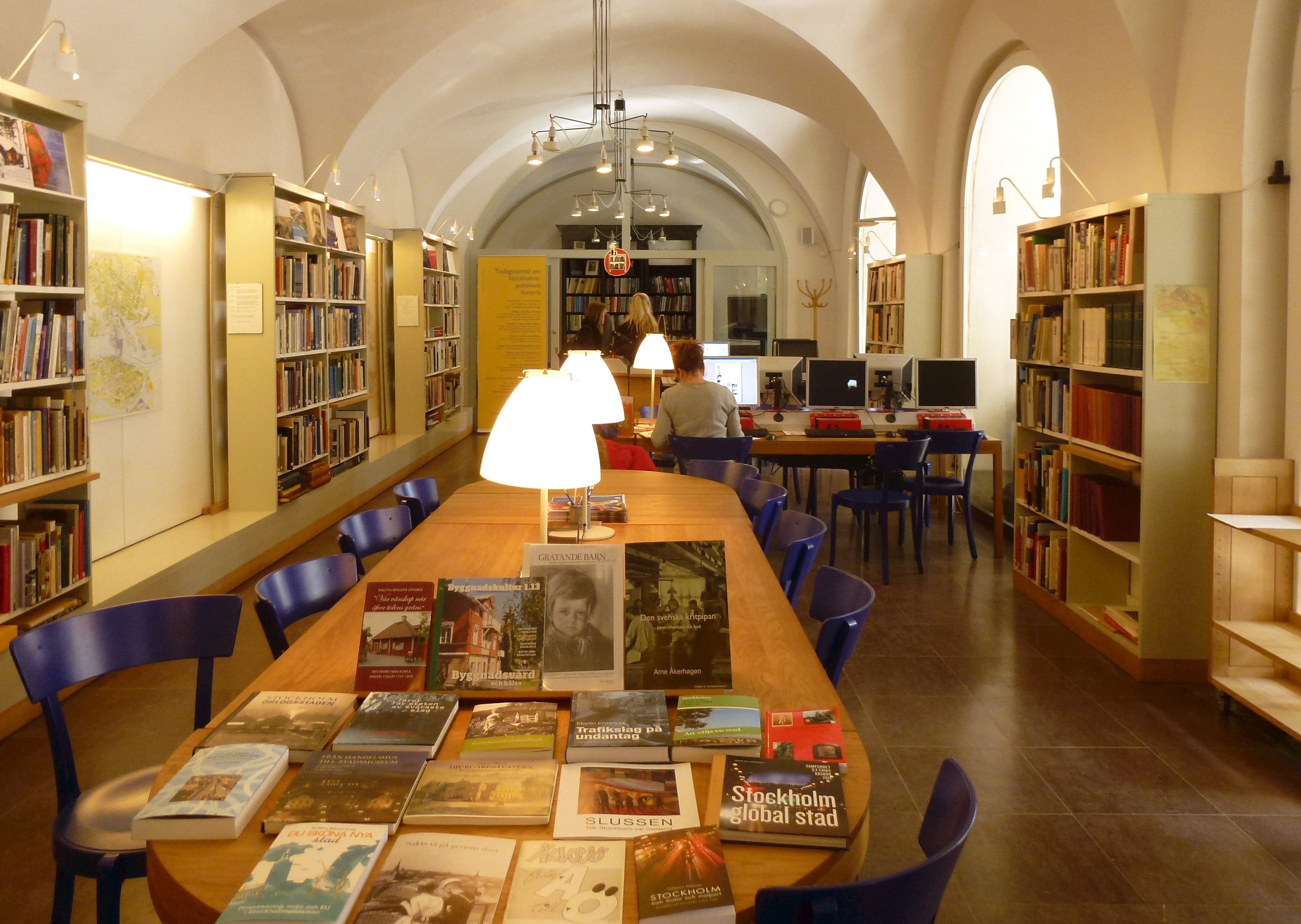
Norra flygeln med "Faktarummet"

### 1700-talsklotter

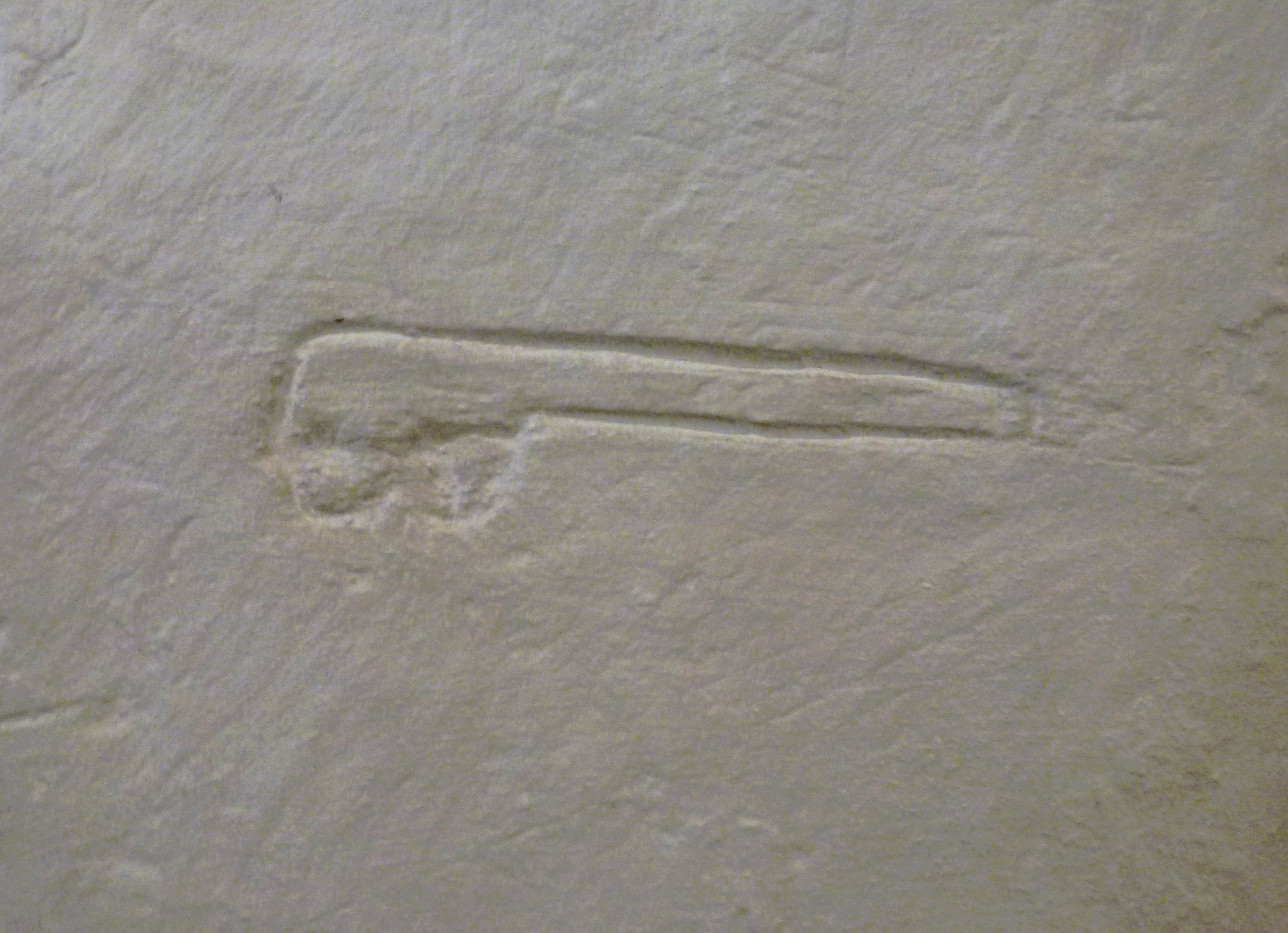
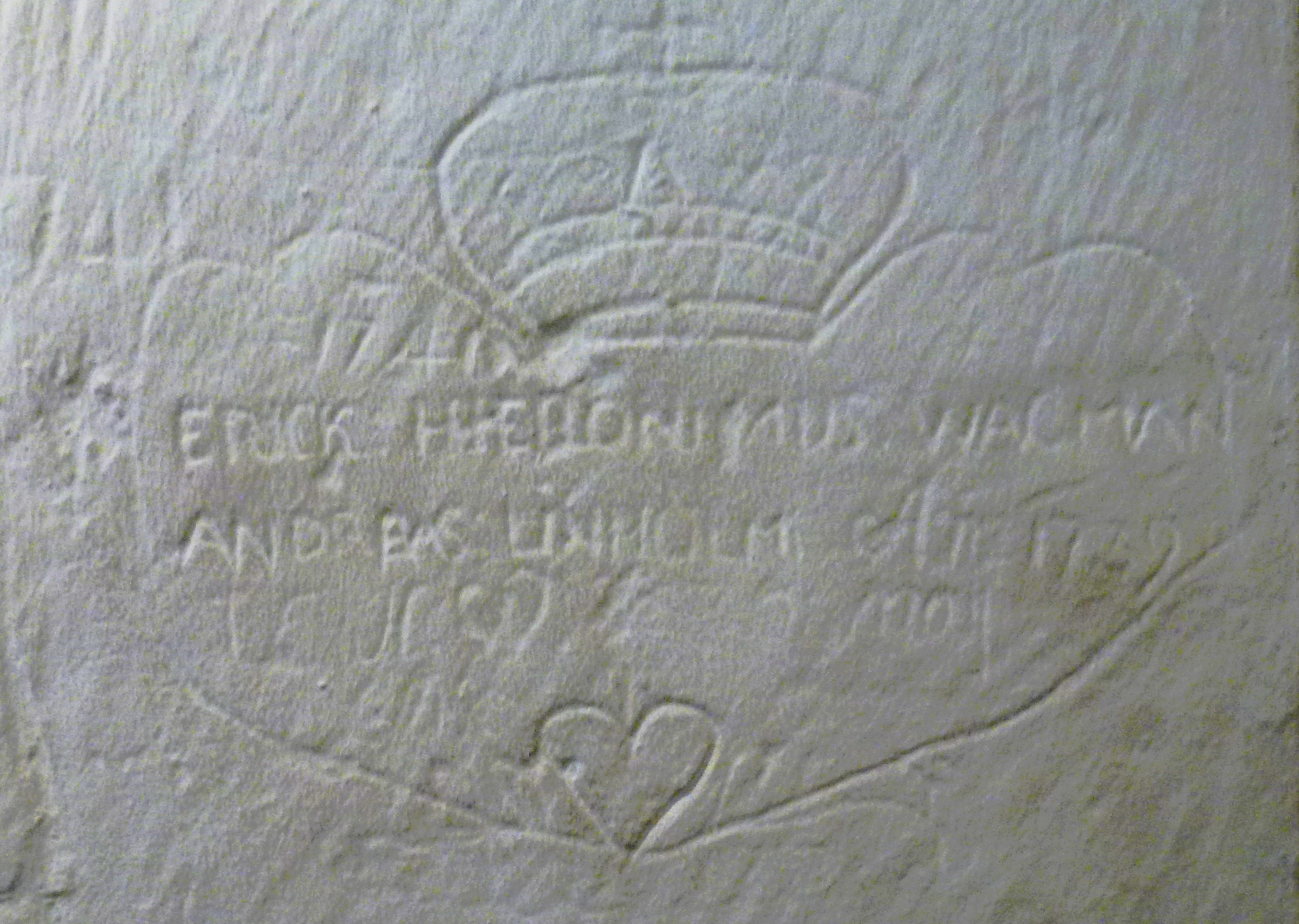
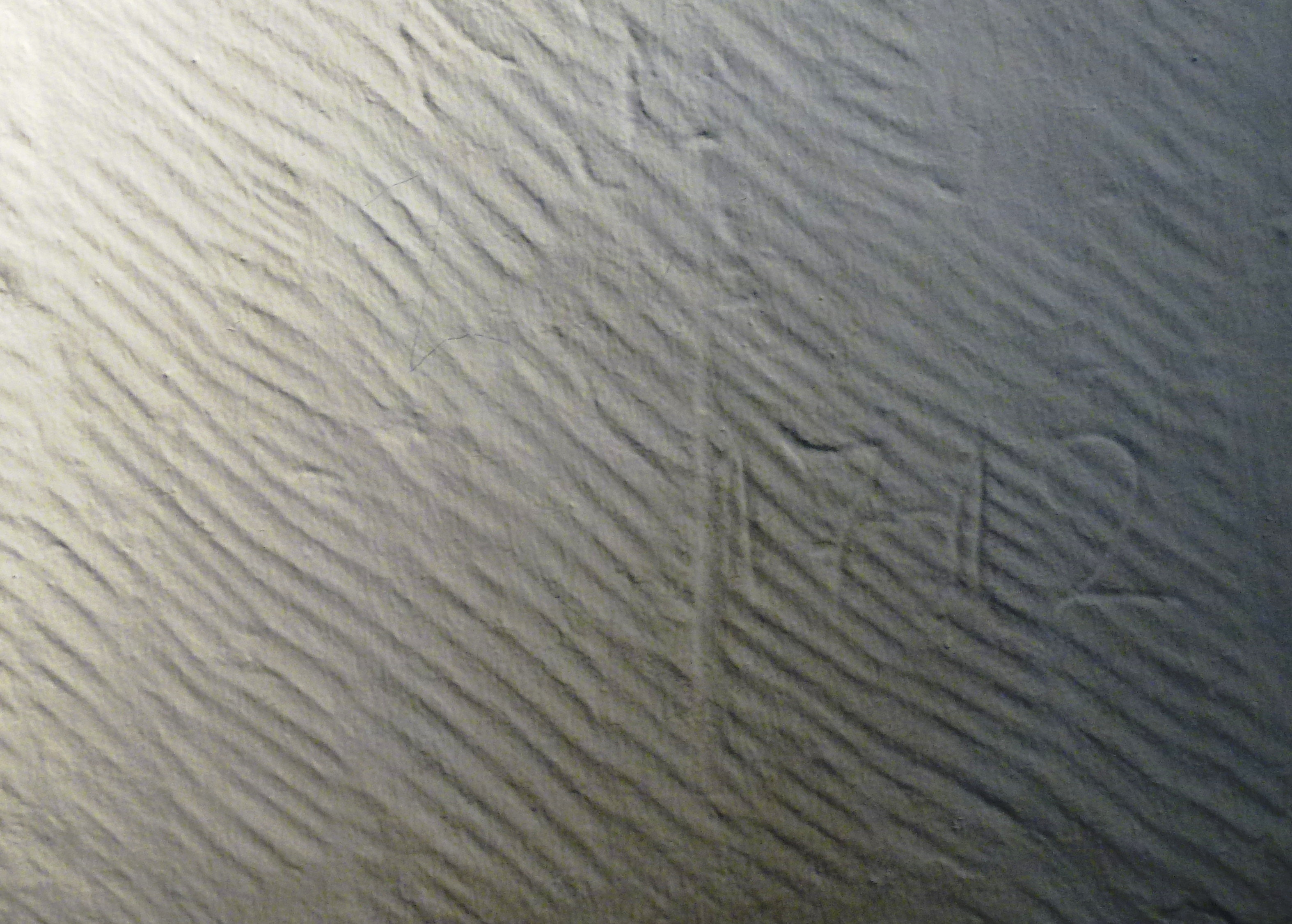
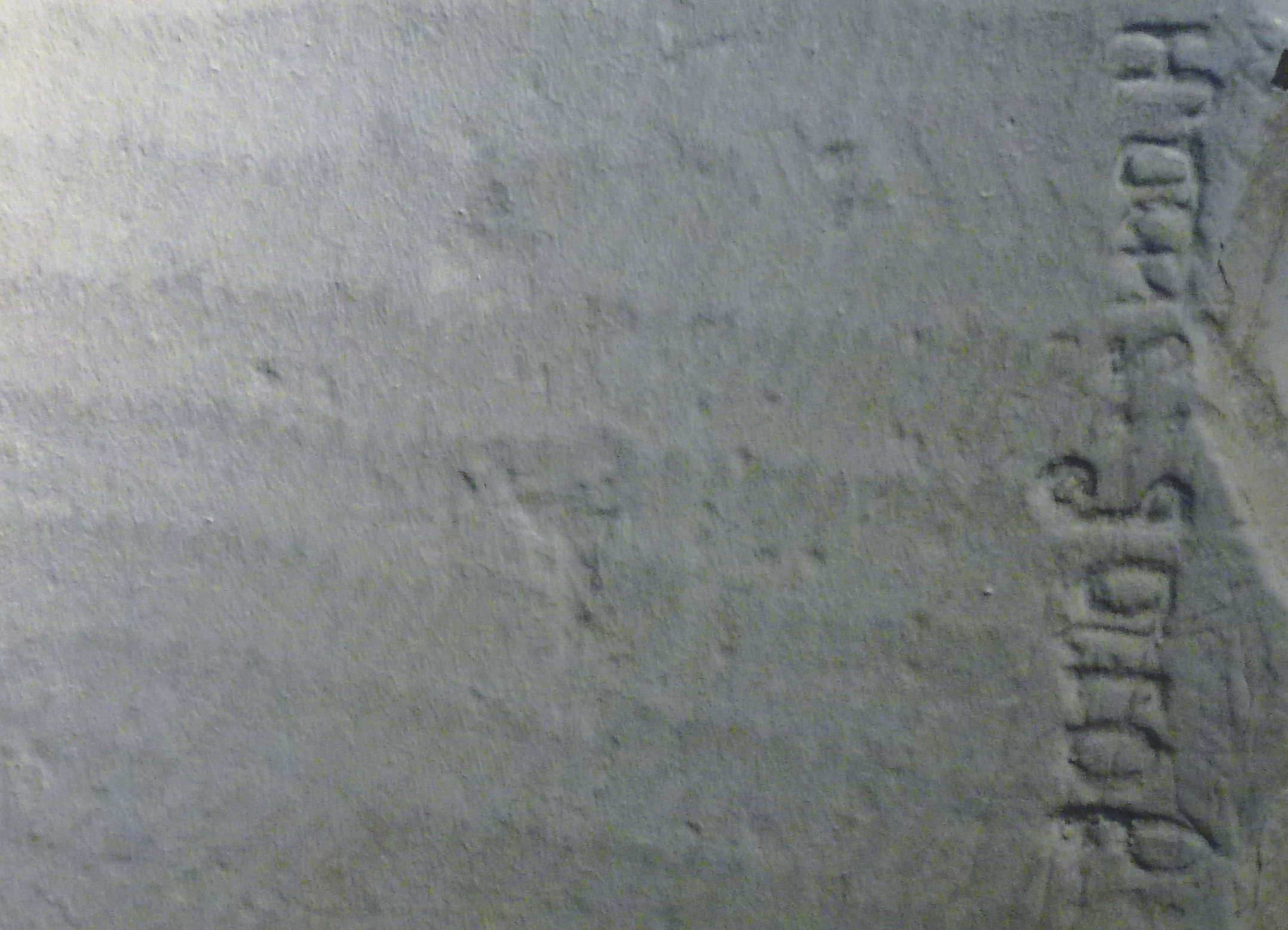